# 小倉駅 (京都府)
小倉駅（おぐらえき）は、京都府宇治市小倉町神楽田にある、近畿日本鉄道（近鉄）京都線の駅。駅番号はB10。

## 歴史
当初は伏見方面への路線は本線としては計画しておらず、小倉から京阪宇治駅を予定していた。1928年（昭和3年）11月3日開業当時においては小倉 - 桃山御陵前間は支線にあたる。
奈良電気鉄道では、ここから分岐して大阪環状線玉造駅付近に至る、第4の京阪都市間路線「大阪線」を計画していたが、実現しなかった。

### 年表
- 1928年（昭和3年）11月3日：奈良電気鉄道の桃山御陵前 - 西大寺（現・大和西大寺）間開通時に小倉駅として開業[3]。
- 1930年（昭和5年）4月1日以前：奈良電小倉駅に改称[4]。
- 1962年（昭和37年）12月：上下待避線設置。
- 1963年（昭和38年）10月1日：会社合併により近畿日本鉄道京都線の駅となる[5]。同時に奈良電小倉駅を小倉駅に改称[6]。
- 1984年（昭和59年）12月：向島駅の待避線使用開始に伴い、上下待避線廃止。
- 2007年（平成19年）4月1日：ICカード「PiTaPa」使用開始[7]。
- 2009年（平成21年）
  - 8月：利用客の減少により1番線の売店が閉店。
  - ?月：東口改札外に『粉こ楽』近鉄小倉駅店がオープン。
- 2017年（平成29年）3月：バリアフリー化に伴い、1番線の汲み取り式便所が水洗化された。
- 2021年（令和3年）
  - 6月30日：『粉こ楽』近鉄小倉駅店が閉店[8]。
  - 12月1日：パンダマルシェがオープン（ミヤコパンダ近鉄小倉駅店）（自販機：12月1日 - 、実店舗：12月4日 - ）
- 2024年（令和6年）
  - 1月10日：西口の駅係員の配置を、時間帯配置化[9]。
  - 9月：ニンテンドーミュージアム開業に向けて、駅の改良工事[10]。
  - 10月2日：ニンテンドーミュージアム開業に伴い、副駅名に「ニンテンドーミュージアム前」を追加。
- 2025年（令和7年）
  - 2月：パンダマルシェ（ミヤコパンダ近鉄小倉駅店）閉店
  - 3月9日：『G"FACTORY』小倉駅前店がオープン[11]

## 駅構造
相対式ホーム2面2線を持つ地上駅。ホーム有効長は6両。互いのホームを結ぶ跨線橋も地下道も無いため、両ホームとも改札口とトイレが別々に存在する（ただし、改札外に歩行者専用の地下道が設置されている）。
かつては優等列車用の通過線を抱えた構造（阪急神戸本線六甲駅や近鉄奈良線瓢簞山駅のような構造）となっており、現在のホームの一部は以前の待避線の上に作られている。この待避線は、1984年に隣接する向島駅の待避線が使用を開始したのに合わせて廃止された。また通過線（当時の2番線・3番線）にはホームがなく、停車列車は待避線に入らざるを得ないため速度制限がかかっていた。
京都方面行ホームは4番線だったが、相対式化時に2番線へ改称された。
2024年9月21日改良工事では1番のりばに18400系先頭部のFRP製モックアップが、2番のりばには改札入って正面の壁に奈良電気沿線名所絵図のパネルが（実物ではない）、ホーム壁には特急の側面に見立てたポスターギャラリーが、トイレに電車や京都宇治をイメージした絵画がそれぞれ設置された。その他地下道側面に京都線に関係する車両をデザイン化したグラフィックシートが貼り付けられ、駅全体の色を黒で統一、ホームや架線柱を黒・駅舎を濃い青に塗り替えられた。
1番のりば改札口出て直ぐに「パンダマルシェ」が設置されている（自動販売機コーナー・実店舗）。ここは2021年に閉店した『粉こ楽』近鉄小倉駅店の跡地である。

### のりば
| のりば | 路線     | 方向 | 行先                                 |
| ------ | -------- | ---- | ------------------------------------ |
| 1      | B 京都線 | 下り | 橿原神宮前方面                       |
| 2      | B 京都線 | 上り | 京都・国際会館（京都市営地下鉄）方面 |

1番のりば
18400系のFRPが展示された。乗り込んで写真撮影が出来る他、車両費金に設置してあるQRコードから専用のアプリをダウンロードすると、FRP造形が走り出すようなAR動画が流れ、運転士になって電車を運転しているような映像をいる事が出来る。
2番のりば
改札入って正面の壁に奈良電気沿線名所絵図のパネルが展示（実物ではない）、ホーム壁には特急の側面に見立てたポスターギャラリーが設置されている
地下道
京都線に関係する車両をデザイン化したグラフィックシートが側面に貼り付けられている。
その他
トイレに、電車や京都宇治をイメージした絵画が設置されている。

ニンテンドーミュージアム開業に合わせ駅全体の色を黒で統一、ホームや架線柱を黒、駅舎を濃い青に塗り替えられた。

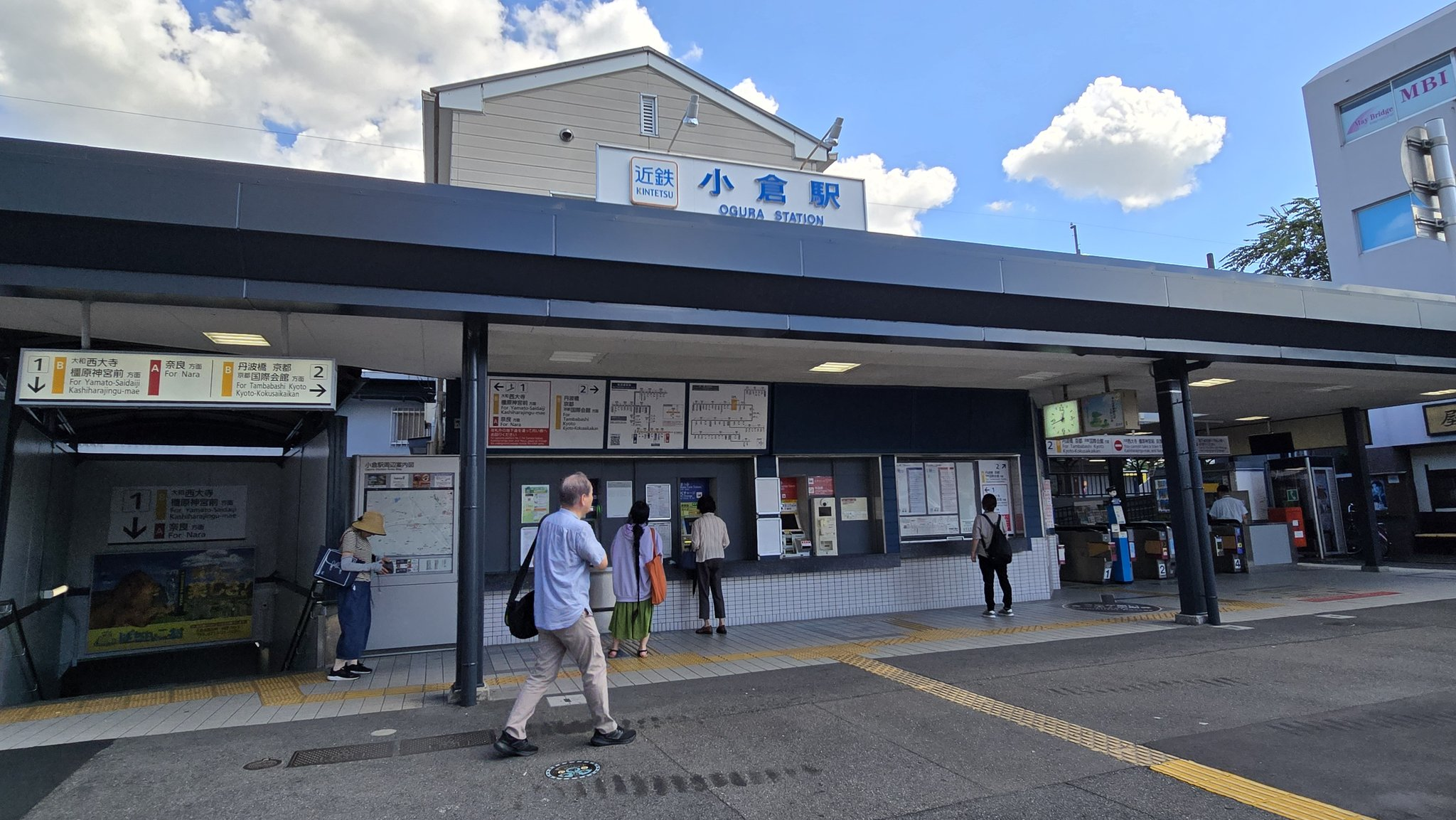
西口（2024年9月11日撮影）
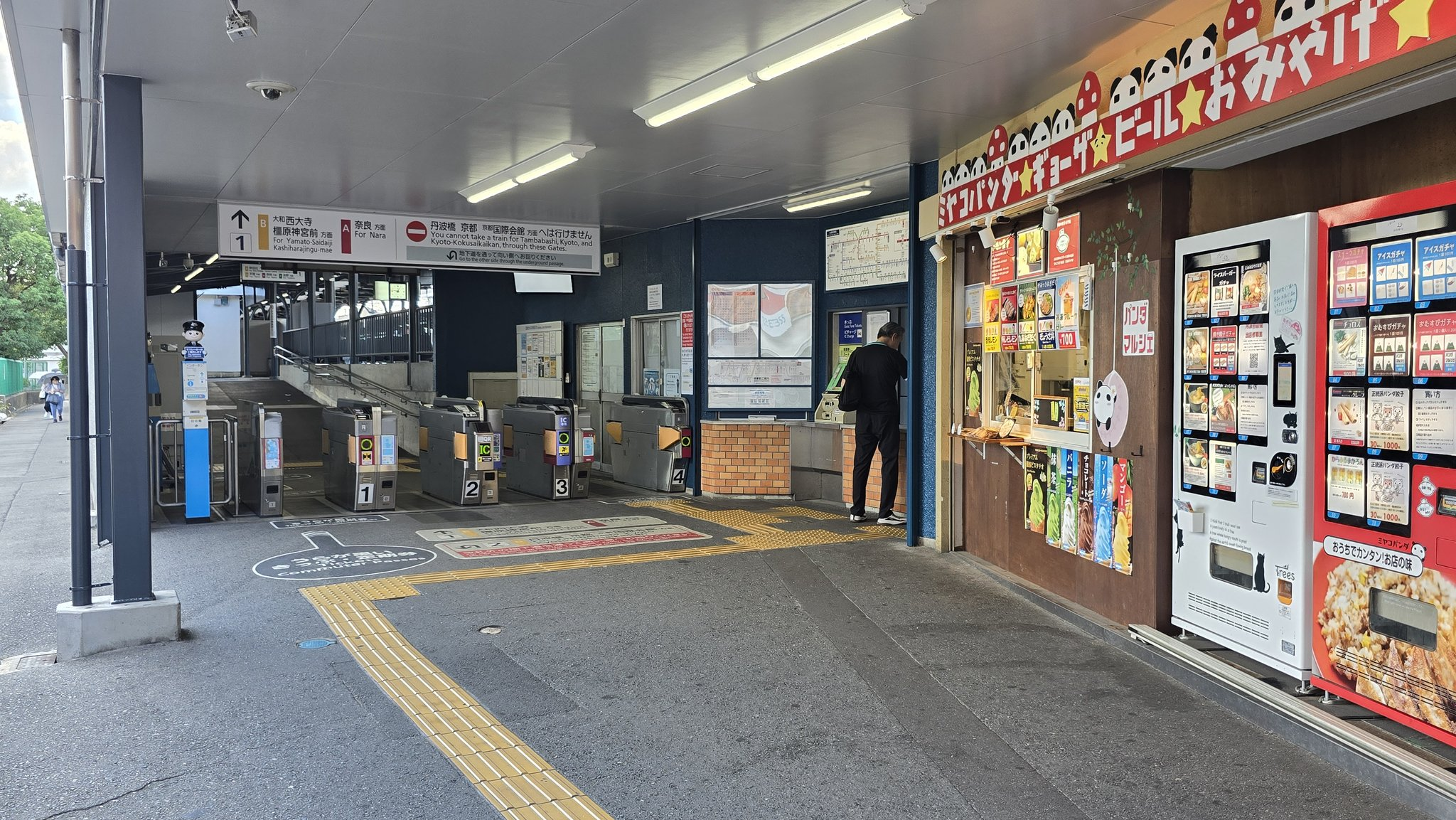
東口（2024年9月11日撮影）
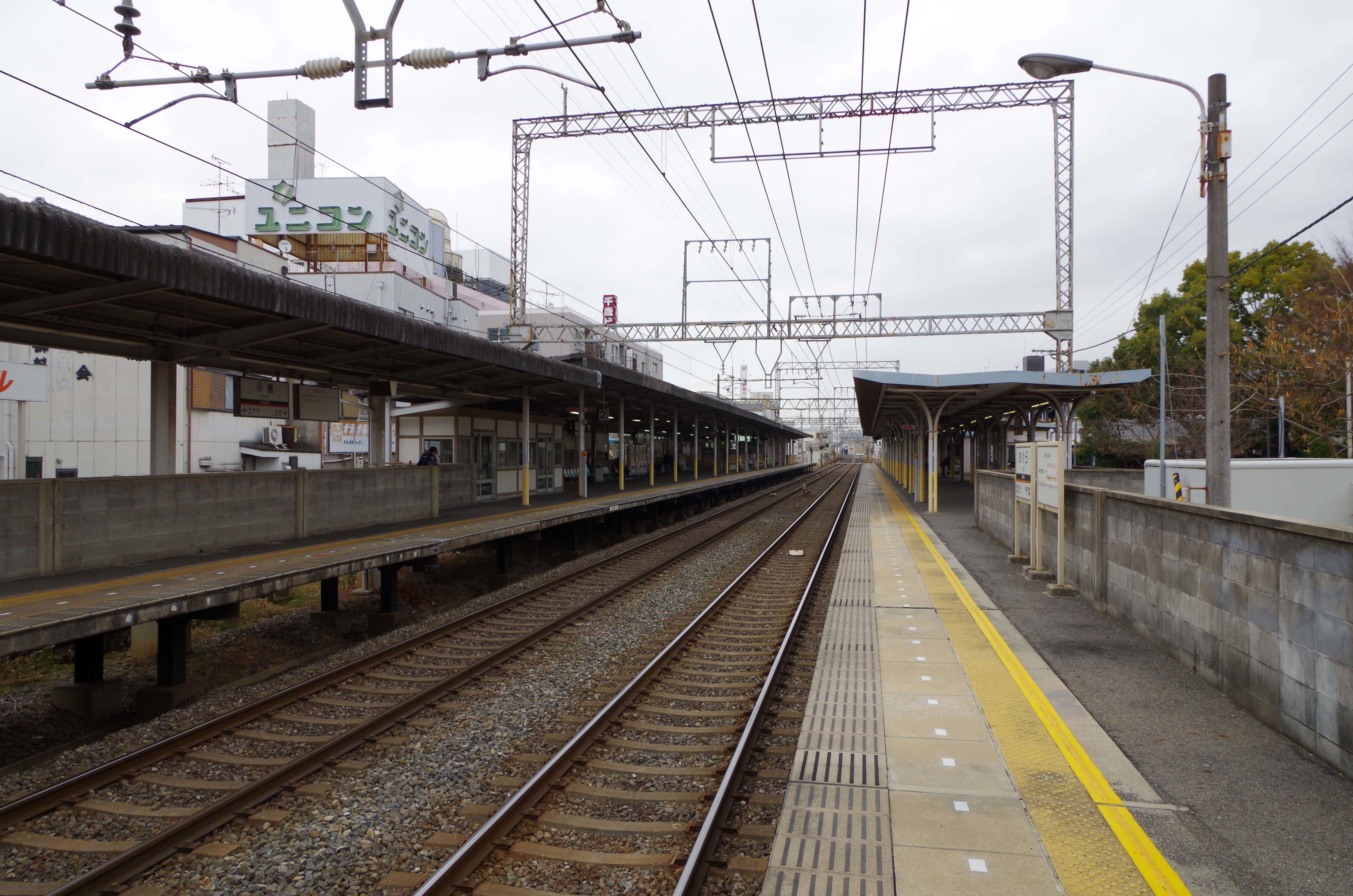
ホーム（2013年1月撮影）
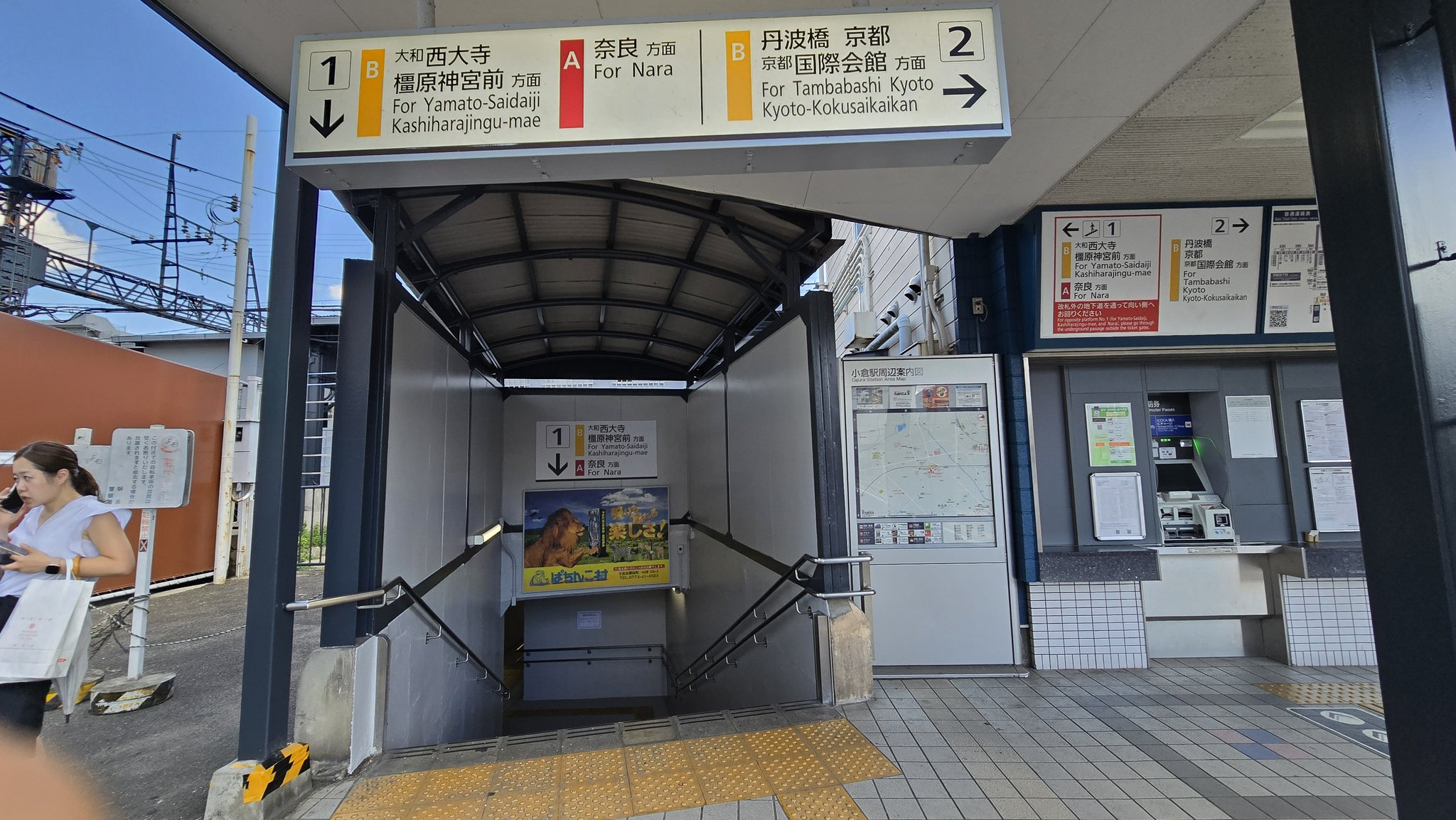
駅改札外にある歩行者専用地下道（西口）（2024年9月11日撮影）
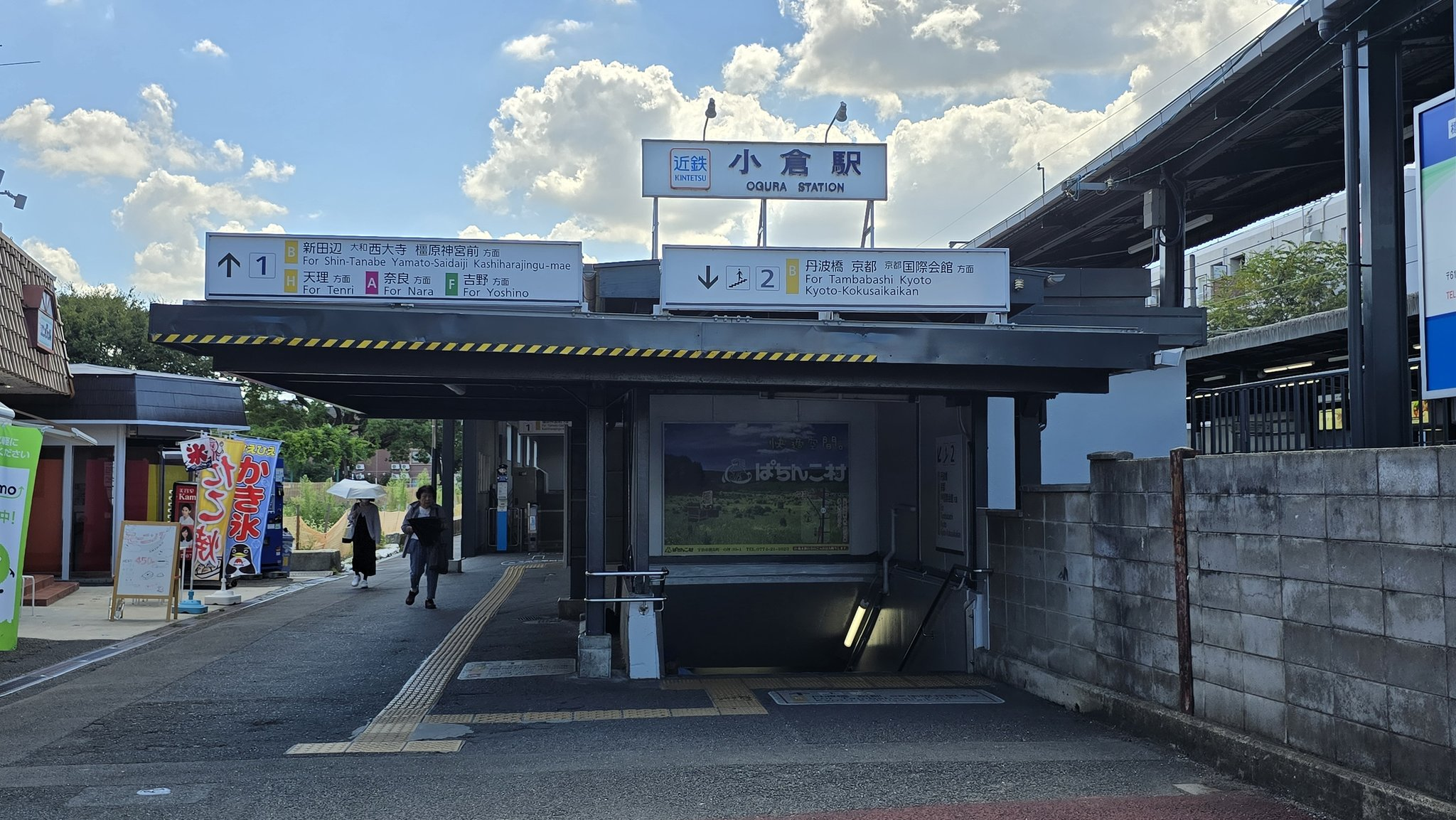
駅改札外にある歩行者専用地下道（東口）（2024年9月11日撮影）
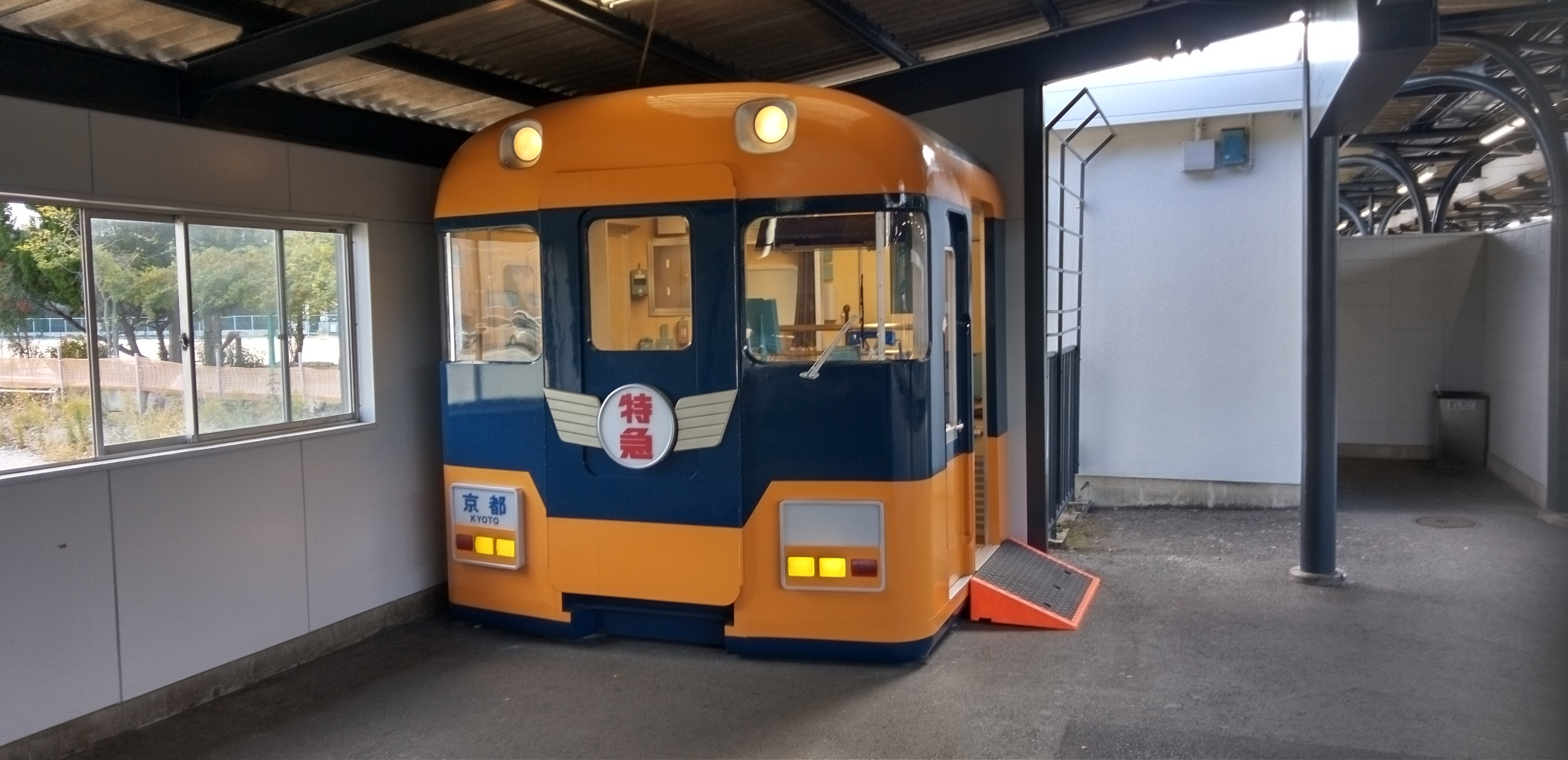
大和西大寺方面ホームに設置された18400系運転台部分のレプリカ（2024年12月4日撮影）

### 営業・設備面
- 有人駅で、PiTaPa・ICOCA対応の自動改札機および自動精算機（回数券カードおよびICカードのチャージに対応）が設置されている。
- かつては定期券・特急券は専用の自動発売機で購入が可能だったが[15]、2025年1月30日を以って特急券等自動発売機の設置を終了した。現在、定期券は黒色の券売機にて購入可能である。
- かつては両改札に駅員を配置していたが、東口改札は2021年（令和3年）に無人化され、西口改札は2024年（令和6年）1月10日より時間帯配置となった。[16]

### 店舗

#### 構内
2番のりばに売店があったが利用減少に伴い2009年8月閉店。

#### 構外
1番のりば改札口出て直ぐにお店がある。
- G"FACTORY小倉駅前店（2025年3月9日[11] - ）

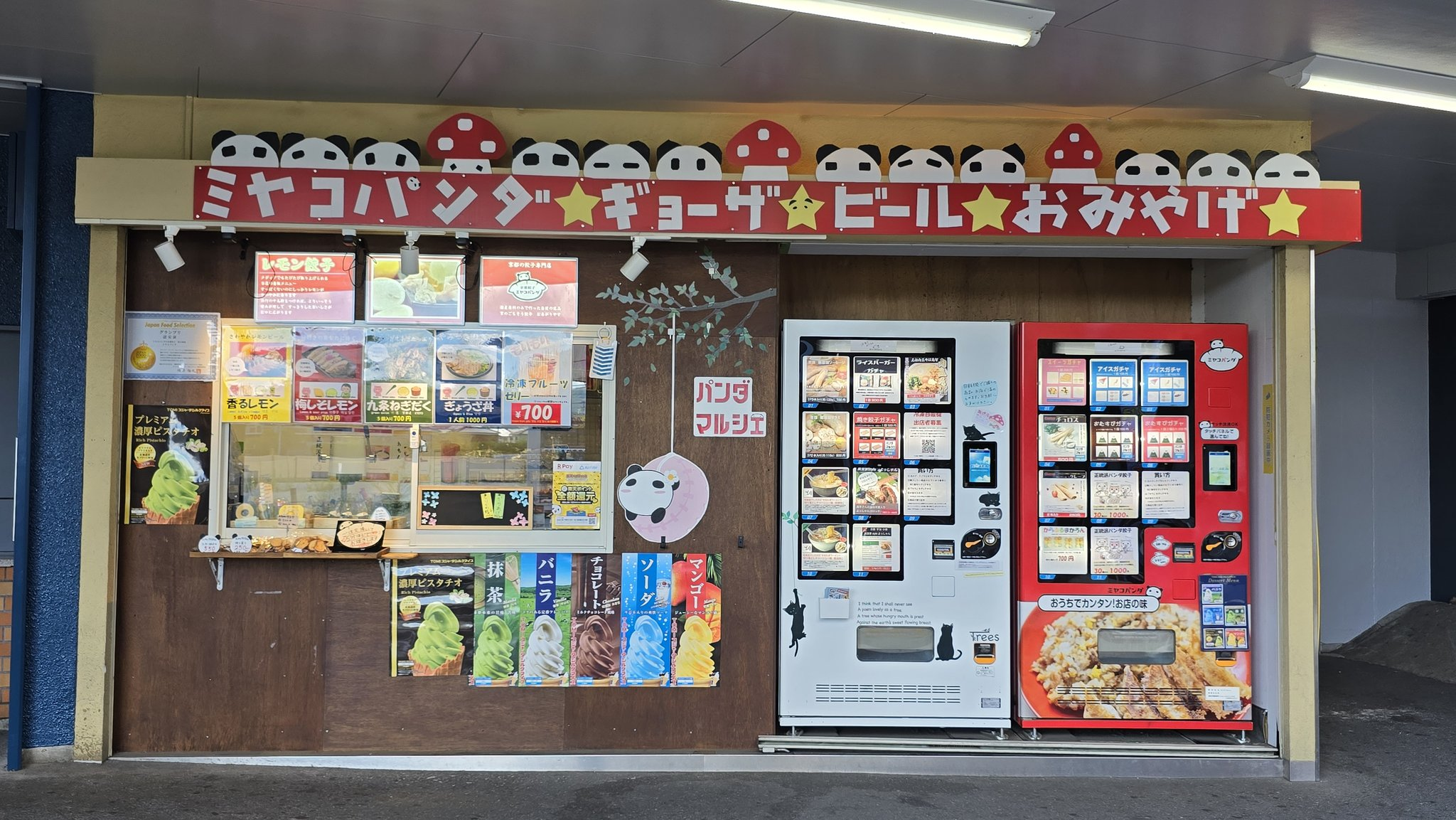
パンダマルシェ（2024年9月11日撮影）

- パンダマルシェ（2024年9月11日撮影）パンダマルシェ（ミヤコパンダ近鉄小倉駅店）（2021年12月1日[17][18] - 2024年2月)

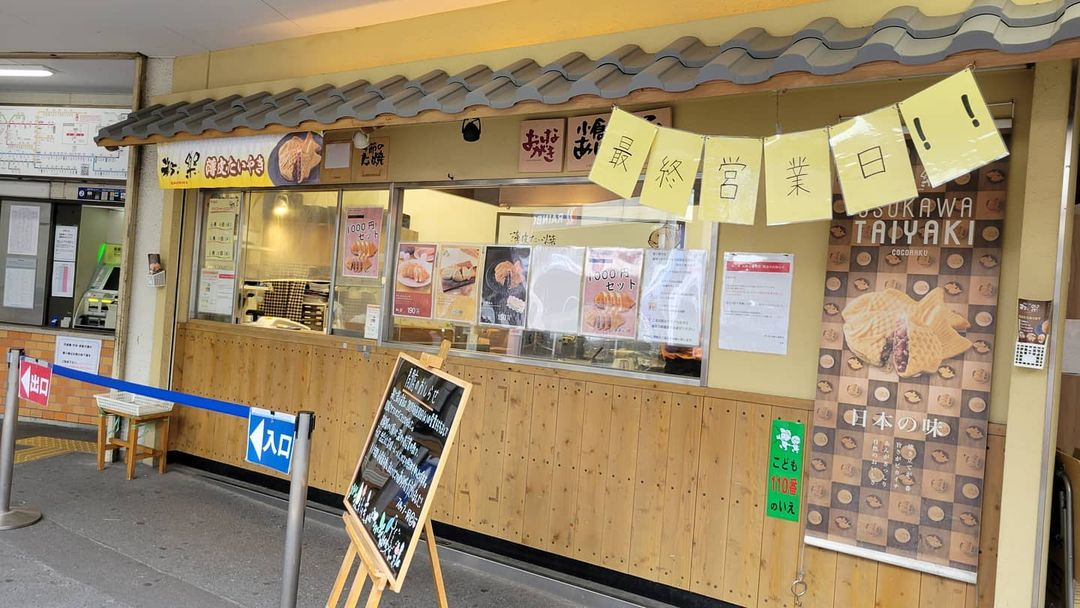
薄皮たい焼き専門店「粉こ楽 近鉄小倉駅店」（2021年6月30日閉店）（2021年6月30日撮影）

- 薄皮たい焼き専門店「粉こ楽 近鉄小倉駅店」（2021年6月30日閉店）（2021年6月30日撮影）粉こ楽（2000年代開業（時期不明） - 2021年6月30日[19]）

## 利用状況
2023年11月7日における1日乗降人員は13,342人である。京都線の急行通過駅では向島駅に次いで多い。
近年の1日乗降人員の調査結果は以下の通り。
| 年度               | 特定日   | 特定日   | 年間     | 出典        | 出典          | 出典          |
| 年度               | 調査日   | 乗降人員 | 乗車人員 | 近鉄        | 京都府        | 宇治市        |
| ------------------ | -------- | -------- | -------- | ----------- | ------------- | ------------- |
| 1991年（平成03年） | -        | -        | 5,382    |             | [ 京都府 1 ]  |               |
| 1992年（平成04年） | -        | -        | 5,404    |             | [ 京都府 2 ]  |               |
| 1993年（平成05年） | -        | -        | 5,371    |             | [ 京都府 3 ]  |               |
| 1994年（平成06年） | -        | -        | 5,206    |             | [ 京都府 4 ]  |               |
| 1995年（平成07年） | -        | -        | 5,074    |             | [ 京都府 5 ]  |               |
| 1996年（平成08年） | -        | -        | 4,985    |             | [ 京都府 6 ]  |               |
| 1997年（平成09年） | -        | -        | 4,883    |             | [ 京都府 7 ]  |               |
| 1998年（平成10年） | -        | -        | 4,745    |             | [ 京都府 8 ]  |               |
| 1999年（平成11年） | -        | -        | 4,573    |             | [ 京都府 9 ]  |               |
| 2000年（平成12年） | 11月07日 | 21,376   | 4,390    | [ 近鉄 1 ]  | [ 京都府 10 ] |               |
| 2001年（平成13年） | -        | -        | 4,078    |             | [ 京都府 11 ] |               |
| 2002年（平成14年） | -        | -        | 3,883    |             | [ 京都府 12 ] |               |
| 2003年（平成15年） | 11月11日 | 19,004   | 3,735    | [ 近鉄 2 ]  | [ 京都府 13 ] |               |
| 2004年（平成16年） | -        | -        | 3,600    |             | [ 京都府 14 ] | [ 宇治市 1 ]  |
| 2005年（平成17年） | 11月08日 | 18,542   | 3,548    | [ 近鉄 3 ]  | [ 京都府 15 ] | [ 宇治市 1 ]  |
| 2006年（平成18年） | -        | -        | 3,493    |             | [ 京都府 16 ] | [ 宇治市 1 ]  |
| 2007年（平成19年） | -        | -        | 3,450    |             | [ 京都府 17 ] | [ 宇治市 1 ]  |
| 2008年（平成20年） | 11月18日 | 17,503   | 3,378    |             | [ 京都府 18 ] | [ 宇治市 1 ]  |
| 2009年（平成21年） | -        | -        | 3,261    |             | [ 京都府 19 ] | [ 宇治市 2 ]  |
| 2010年（平成22年） | 11月09日 | 16,674   | 3,224    | [ 近鉄 4 ]  | [ 京都府 20 ] | [ 宇治市 3 ]  |
| 2011年（平成23年） | -        | -        | 3,208    |             | [ 京都府 21 ] | [ 宇治市 4 ]  |
| 2012年（平成24年） | 11月13日 | 16,232   | 3,181    | [ 近鉄 5 ]  | [ 京都府 22 ] | [ 宇治市 5 ]  |
| 2013年（平成25年） | -        | -        | 3,207    |             | [ 京都府 23 ] | [ 宇治市 6 ]  |
| 2014年（平成26年） | -        | -        | 3,108    |             | [ 京都府 24 ] | [ 宇治市 7 ]  |
| 2015年（平成27年） | 11月10日 | 16,453   | 3,177    | [ 近鉄 6 ]  | [ 京都府 25 ] | [ 宇治市 8 ]  |
| 2016年（平成28年） | -        | -        | 3,161    |             | [ 京都府 26 ] | [ 宇治市 9 ]  |
| 2017年（平成29年） | -        | -        | 3,176    |             | [ 京都府 27 ] | [ 宇治市 10 ] |
| 2018年（平成30年） | 11月13日 | 15,940   | 3,127    | [ 近鉄 7 ]  | [ 京都府 28 ] | [ 宇治市 11 ] |
| 2019年（令和元年） | -        | -        | 3,080    |             | [ 京都府 29 ] | [ 宇治市 12 ] |
| 2020年（令和02年） | -        | -        | 2,375    |             | [ 京都府 30 ] | [ 宇治市 13 ] |
| 2021年（令和03年） | 11月09日 | 13,067   | 2,520    | [ 近鉄 8 ]  | [ 京都府 31 ] | [ 宇治市 14 ] |
| 2022年（令和04年） | 11月08日 | 13,505   | 2,689    | [ 近鉄 9 ]  | [ 京都府 32 ] | [ 宇治市 15 ] |
| 2023年（令和05年） | 11月07日 | 13,342   | 2,725    | [ 近鉄 10 ] | [ 京都府 33 ] | [ 宇治市 16 ] |

## 駅周辺
西口
平和堂小倉店が、2011年12月をもって閉店、パチンコおぐらが2025年2月をもって閉店した。こちら側は住宅地となっており、所々に商店がある。

2024年3月、西口に駅前広場・西第一駐輪場が共用開始された。
- 宇治市立南小倉小学校
- 宇治市立西小倉小学校
- 宇治市立北小倉小学校
- 宇治市立西小倉中学校
- 西宇治図書館[20]
- 西宇治公園、体育館、プール[21]
- 西小倉コミュニティセンター
- フレスコ小倉店
- 小倉駅前商店街
- 山際商店会
- 中央繁栄会
- 宇治・小倉商店ネットワーク
- 小倉ステーションパーク
- 宇治西小倉郵便局
- 宇治堀池郵便局
- 京都中央信用金庫小倉支店
- 京都中央信用金庫西小倉支店
- 京都銀行小倉支店
- 宇治警察署西宇治交番
- 宇治市消防本部西消防署
- ワールドタクシー
- ウエルシアダックス 宇治小倉店

東口

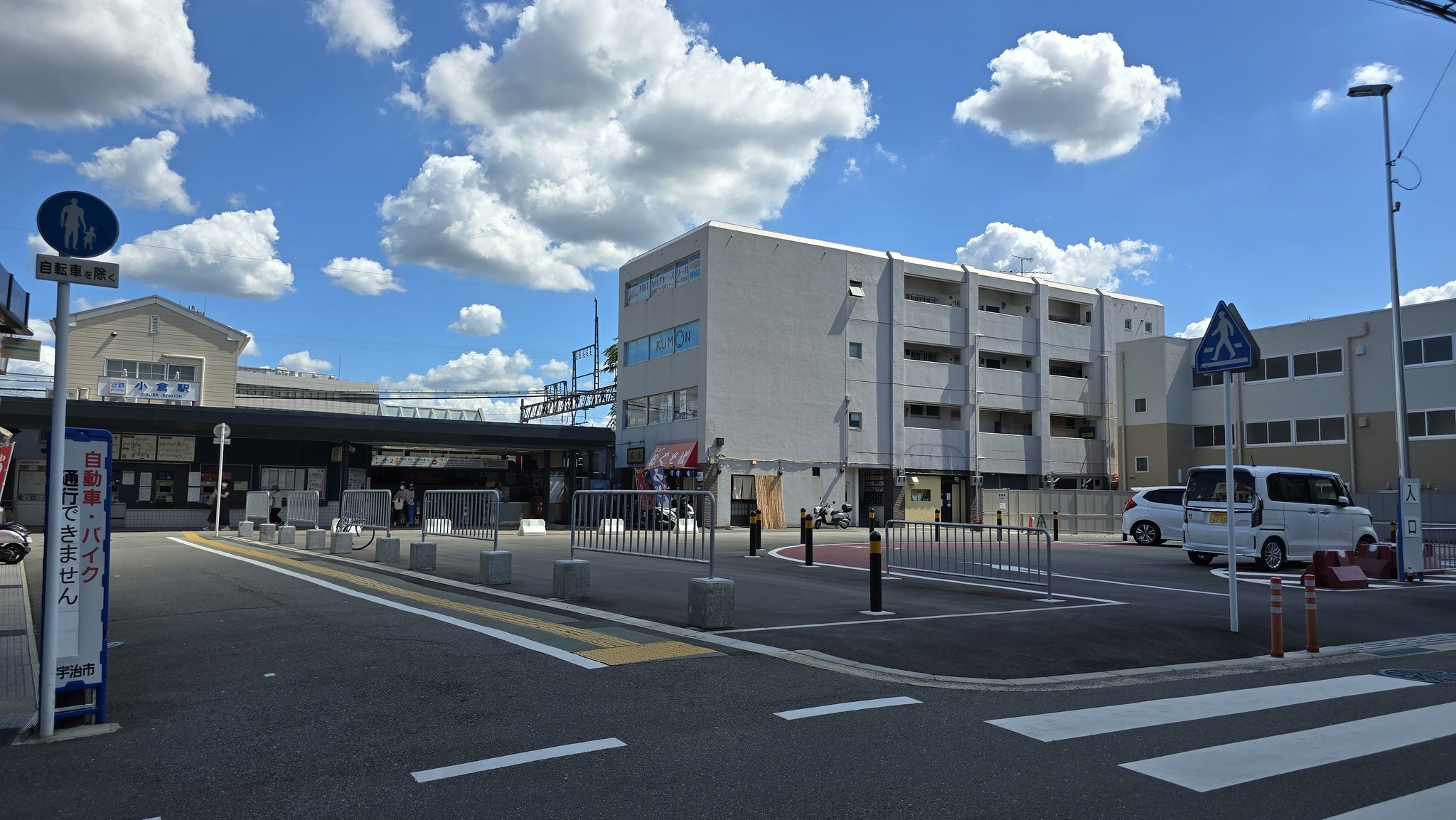
西口改札外にある駅前広場（2024年9月11日撮影）

レインボー小倉があったが、2021年に廃業した。こちら側は商業施設が目立つが、駅付近にはマンションが建っている。なお、住宅地は駅から少し離れた所にある。
- ニンテンドーミュージアム（徒歩5分） かつては同地に任天堂宇治小倉工場があり、ゲーム機の修理依頼時の送付先とされていたが[22]、同施設は2016年をもって閉鎖され、その跡地に建設された。
- JR西日本 奈良線・JR小倉駅（850m - 徒歩11分） 近隣にある鉄道、振替輸送が実施された時振替対応が可能な駅として利用される。ニンテンドーミュージアム（2024年6月5日撮影）

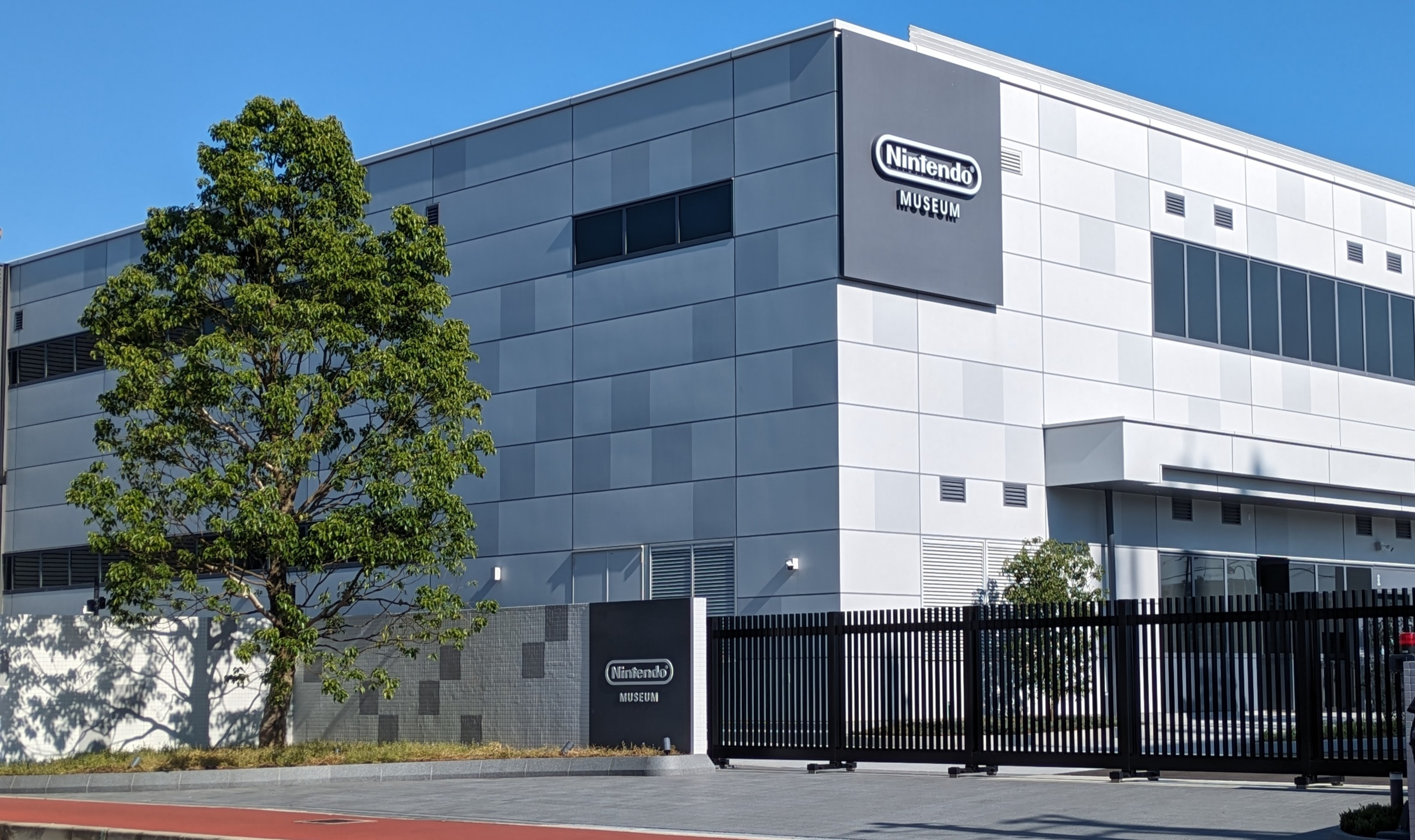
ニンテンドーミュージアム（2024年6月5日撮影）

- 京都府道69号（旧国道24号）
- 京都府道249号
- 宇治市立小倉小学校
- フレスコ宇治店
- スーパーマツモト宇治小倉店
- 宇治川病院
- 宇治徳洲会病院
- 小倉郵便局
- 京都信用金庫西宇治支店
- 宇治警察署小倉交番

## バス路線
駅前には乗り入れないが、駅東側の京都府道249号宇治小倉停車場線沿いに京都京阪バスが乗り入れる。停留所名は「近鉄小倉」。
過去には京都京阪バスの前身である京阪宇治バスによって駅前（東口）に乗り入れ近鉄大久保・宇治車庫方面へ向かう路線が運行されていたが2013年3月をもって休止となっている（こちら参照）。
下記の路線バスの他、宇治徳洲会病院と京都岡本記念病院への送迎バスが運行されている。
| のりば | 路線名     | 行先                            | 備考                                      |
| ------ | ---------- | ------------------------------- | ----------------------------------------- |
| 北行   | 向島循環線 | 10A号経路：徳洲会病院・近鉄向島 | 乗車便は朝1便、昼2便、乗降便は夕1便の運行 |
| 北行   | 宇治小倉線 | 64号経路：JR・京阪宇治駅        | 日中40分間隔、1日8便の運行                |

## 計画

### 駅改良工事（予定）
宇治市では駅東西の移動改善為小倉駅を整備すると検討している。
2020年（令2年）6月25日には代表的な4つの手法が紹介された。
1. 連続立体交差（事業費：約400～550億円、工事期間：約10～20年）
2. 駅構内跨線橋（事業費：約30～40億円、工事期間：約10カ月）
3. 跨線自由通路（事業費：約30～40億円、工事期間：約1年（用地取得にかかる期間は含まない））
4. 橋上駅舎（事業費：約30～40億円、工事期間：約2年（用地取得にかかる期間は含まない））

2021年（令和3年）の比較検討の結果3、4の内容で検討を進めて行く事になった。

### 路線延伸計画（廃止）

#### 小倉駅～京阪宇治駅
小倉から京阪宇治までのを1922年（大正11年）に免許を取得した。
- 予定区間：小倉 - 京阪宇治間XX.Xkm
- 予定ルート：小倉 - 新宇治 - 宇治（京阪）

伊勢田から小倉間で現在の線とは別れ、京阪宇治駅手前で合流するルートが構想されていた。
当初小倉駅は現在のように直進せず、途中で東にカーブ（JR奈良線JR小倉駅のように）して現在と異なる場所に駅を設ける予定だったが1927年（昭和2年）に着工を見送った。
見送った原因としては路線予定地がユニチカ工場の敷地と重複する問題が発生し、その為経路変更が必要となった。

#### 玉造駅（大阪）～小倉駅
小倉から交野市（旧北河内郡交野町）の私部を経て、玉造までの免許を1927年11月26日に申請し、1929年6月26日に免許取得した。
- 予定区間：大阪玉造 - 宇治小倉間35.2km
- 予定ルート：玉造 - 諸堤 - 四宮 - 西長尾 - 上津屋 - 小倉

※高速運転を行うため、駅の設置数を限ることにしていた。 しかし、このころ相次ぎ競願路線が申請される。1つは南海系とみられる畿内電鉄で、根津嘉一郎はじめ京阪神有力者84名が発起人となって大阪天王寺 - 京都七条、放出 - 玉造間で申請、また森町（森ノ宮） - 四條畷 - 田原 - 奈良下三条通に至る東大阪電鉄である。それ以外にも京阪電気鉄道が省線片町線を電化し、省線奈良線新田 - 長尾を結ぶ路線、大阪電気軌道も、大阪天満橋 - 四條畷 - 生駒隧道大阪入口に至る四条畷線の路線免許を有し、多くの路線が入り乱れることとなる。奈良電は、長田桃蔵はじめ沿線17町村などが陳情するが、畿内電鉄や東大阪電気鉄道への免許許可が優勢であることがわかり、免許却下に向けて万全を期すため東大阪電気鉄道の株の半数にあたる12万株を30万円で発起人総代田中元七から株式引受け権を譲り受け、東大阪電気鉄道が免許されれば四條畷より宇治へ別線を出願できるように準備を進めた。しかし、東大阪電気鉄道への免許と同時に奈良電気鉄道へも予想されなかった免許をされることになり、免許交付により東大阪電気鉄道の経営関与は不要になり株式引受け権は、1株10円総額120万円で京阪電気鉄道に譲渡され、東大阪電気鉄道は、1929年7月18日に創立総会を開き、太田光凞が社長に、長田桃蔵が取締役に就任した。だがこの東大阪電気鉄道では五私鉄疑獄事件に巻き込まれる。なお、当免許は近畿日本鉄道合併後免許更新されず1967年に失効している。

## 隣の駅
近畿日本鉄道
B 京都線
■特急・■急行
通過
■準急・■普通
向島駅 (B09) - 小倉駅 (B10) - 伊勢田駅 (B11)
- 括弧内は駅番号を示している。

### 記事本文